# Підземний лід

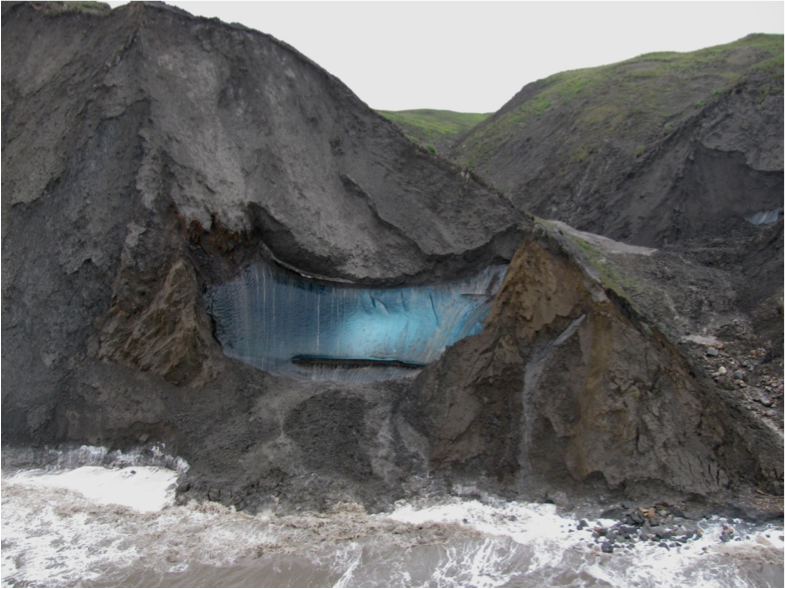
Підземний лід на узбережжі острова Гершел (море Бофорта)

Підзе́мний лід (англ. ground ice; нім. Grundeis n) — лід, що залягає в мерзлих верхніх горизонтах ґрунту. Знаходиться у верхніх шарах земної кори. За часом утворення розрізняють сучасний і викопний підземний лід. За походженням — первинний, який виникає у процесі промерзання пухких відкладів (як правило — лід-цемент), вторинний — продукт кристалізації води і водяної пари в тріщинах, порах, пустотах (жильний лід, печерний лід) та похований — той, який сформувався на земній поверхні і потім перекритий осадовими породами. Підземний лід приурочений до областей розповсюдження багатолітньомерзлих порід.